# Visionary Dream

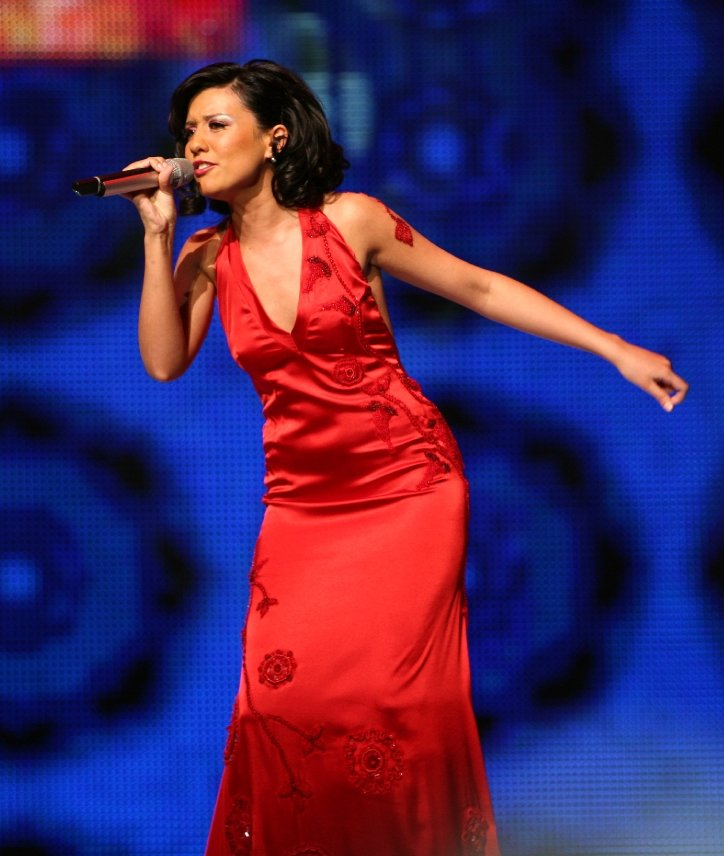
Sopho Khalvashi podczas wykonywania piosenki Visionary Dreams w trakcie konkursu Eurowizji (2007).

Visionary Dream – singel gruzińskiej wokalistki Sopo Chalwaszi napisany przez Bekę Dżafaridzego i Bibiego Kwaczadzego z elementami gruzińskiego folkloru oraz nowoczesnych brzmień, wydany w 2007 roku.
Utwór został pierwszą w historii propozycją reprezentującą Gruzję podczas 52. Konkursu Piosenki Eurowizji. Dział marketingu krajowej telewizji Georgian Public Broadcasting (GPB) ocenił 20 najpopularniejszych gruzińskich artystów, spośród których najwięcej poparcia (63% głosów) zdobyła Chalwaszi. W marcu zorganizowano specjalny koncert selekcyjny, podczas którego wokalistka wykonała pięć propozycji konkursowych: „Tell Me Why”, „On Adjarian Motives”, „Fantasy Land”, „Freedom” i „My Story”. Telewidzowie ostatecznie wybrali tę ostatnią, oddając na nią 51% głosów. Kilka dni po zakończeniu koncertu ogłoszono oficjalny tytuł piosenki – „Visionary Dream”.
10 maja wokalistka wystąpiła w półfinale konkursu z szóstym numerem startowym, zdobyła 123 punkty, dzięki którym awansowała do finału z ósmego miejsca. Podczas sobotniego koncertu finałowego zaprezentowała się jako jedenasta w kolejności. Otrzymała w sumie 97 punktów, w tym maksymalną liczbę dwunastu głosów od Litwy, kończąc udział na 12. miejscu.